# آکیرا کورویوا
آکیرا کورویوا (انگلیسی: Akira Kuroiwa؛ زادهٔ ۶ سپتامبر ۱۹۶۱) اسکیت‌باز سرعت اهل ژاپن است.